# Marcello Moretti
Marcello Moretti (Venezia, 30 novembre 1910 – Roma, 18 gennaio 1961) è stato un attore italiano.

## Biografia
Si forma come attore all'Accademia Nazionale d'Arte Drammatica di Roma diplomandosi a trent'anni e intraprendendo subito una carriera da attore teatrale il cui punto più alto è considerato il ruolo di Arlecchino nell'Arlecchino servitore di due padroni di Carlo Goldoni per la regia di Giorgio Strehler, interpretato a partire dal 1947 per il Piccolo Teatro di Milano, ruolo per il quale fu amato dalla critica e applaudito dal pubblico mondiale in numerose tournée internazionali. A lui succedette Ferruccio Soleri, devoto allievo di Moretti nella tecnica recitativa dell'Arlecchino.

## Teatro

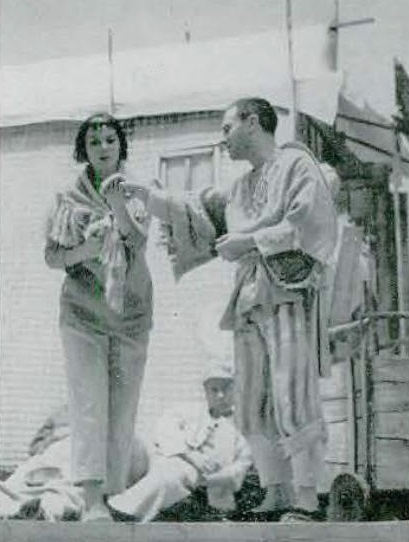
Valentina Fortunato e Marcello Moretti ne L'anima buona di Sezuan (1958)

- Appuntamento a Senlis di Jean Anouilh, regia di Guido Salvini, Milano, Teatro Excelsior, 31 gennaio 1947.
- L'albergo dei poveri di Maksim Gor'kij, regia di Giorgio Strehler, Milano, Piccolo Teatro, 14 maggio 1947.
- Le notti dell'ira di Armand Salacrou, regia di Giorgio Strehler, Milano, Piccolo Teatro, 6 giugno 1947.
- Il mago dei prodigi di Calderón de la Barca, regia di Giorgio Strehler, Milano, Piccolo Teatro, 8 luglio 1947.
- Arlecchino servitore di due padroni di Carlo Goldoni, regia di Giorgio Strehler, Milano, Piccolo Teatro, 24 luglio 1947.
- I giganti della montagna di Luigi Pirandello, regia di Giorgio Strehler, Milano, Piccolo Teatro, 16 ottobre 1947.
- Don Giovanni di Molière, regia di Orazio Costa, Milano, Piccolo Teatro, 16 gennaio 1948.
- Delitto e Castigo di Fëdor Dostoevskij, regia di Giorgio Strehler, Milano, Piccolo Teatro, 26 febbraio 1948.
- Riccardo II di William Shakespeare, regia di Giorgio Strehler, Milano, Piccolo Teatro, 23 aprile 1948.
- La tempesta di William Shakespeare, regia di Giorgio Strehler, Firenze, Giardino di Boboli, 5 giugno 1948.
- Romeo e Giulietta di William Shakespeare, regia di Giorgio Strehler, Verona, Teatro romano, 26 luglio 1948.
- Assassinio nella cattedrale di T. S. Eliot, regia di Giorgio Strehler, San Miniato, 21 agosto 1948.
- Il corvo di Carlo Gozzi, regia di Giorgio Strehler,  Venezia, Teatro La Fenice, 26 settembre 1948.
- Il gabbiano di Anton Čechov, regia di Giorgio Strehler, Milano, Piccolo Teatro, 24 novembre 1948.
- La famiglia Antropus di Thornton Wilder, regia di Giorgio Strehler, Milano, Piccolo Teatro, 30 dicembre 1948.
- La bisbetica domata di William Shakespeare, regia di Giorgio Strehler, Milano, Piccolo Teatro, 17 febbraio 1949.
- Yo, el Rey di Bruno Cicognani, regia di Mario Landi, San Miniato, 27 agosto 1949.
- L'alba dell'ultima sera di Riccardo Bacchelli, regia di Alessandro Brissoni, Venezia, Teatro La Fenice, 27 settembre 1949.
- Raskolnikoff, musica di Heinrich Sutermeister, direttore Issay Dobrowen, Milano, Teatro alla Scala, 21 gennaio 1950.
- Riccardo III di William Shakespeare, regia di Giorgio Strehler, Milano, Piccolo Teatro, 15 febbraio 1950.
- La guerra di Troia non si farà di Jean Giraudoux, regia di Flaminio Bollini, Milano, Piccolo Teatro, 5 aprile 1950.
- I giusti di Albert Camus, regia di Giorgio Strehler, Milano, Piccolo Teatro, 3 maggio 1950.
- La putta onorata di Carlo Goldoni, regia di Giorgio Strehler, Venezia, Campo San Trovaso, 20 luglio 1950.
- Gli innamorati di Carlo Goldoni, regia di Giorgio Strehler, Lecco, Teatro Sociale, 8 ottobre 1950.
- Estate e fumo di Tennessee Williams, regia di Giorgio Strehler, Milano, Piccolo Teatro, 17 ottobre 1950.
- Il misantropo di Molière, regia di Giorgio Strehler, Lecco, Teatro Sociale, 16 novembre 1950.
- La morte di Danton di Georg Büchner, regia di Giorgio Strehler, Milano, Piccolo Teatro, 16 dicembre 1950.
- Casa di bambola di Henrik Ibsen, regia di Giorgio Strehler, Bergamo, Teatro Donizetti, 13 febbraio 1951.
- Non giurare su niente di Alfred de Musset, regia di Giorgio Strehler, Milano, Piccolo Teatro, 20 aprile 1951.
- Frana allo scalo nord di Ugo Betti, regia di Giorgio Strehler, Milano, Piccolo Teatro, 11 maggio 1951.
- Re Enrico IV di William Shakespeare, regia di Giorgio Strehler, Verona, Teatro romano, 7 luglio 1951.
- La dodicesima notte di William Shakespeare, regia di Giorgio Strehler, Venezia, Palazzo Grassi, 25 agosto 1951.
- L'amante militare di Carlo Goldoni, regia di Giorgio Strehler, Milano, Piccolo Teatro, 27 ottobre 1951.
- Il medico volante di Molière, regia di Giorgio Strehler, Milano, Piccolo Teatro, 27 ottobre 1951.
- Oplà, noi viviamo! di Ernst Toller, regia di Giorgio Strehler, Milano, Piccolo Teatro, 29 novembre 1951.
- Macbeth di William Shakespeare, regia di Giorgio Strehler, Milano, Piccolo Teatro, 31 gennaio 1952.
- Il revisore di Nikolaj Gogol', regia di Giorgio Strehler, Milano, Piccolo Teatro, 11 dicembre 1952.
- Un caso clinico di Dino Buzzati, regia di Giorgio Strehler, Milano, Piccolo Teatro, 15 maggio 1953.
- Appuntamento nel Michigan di Franco Cannarozzo, regia di Franco Enriquez, Milano, Piccolo Teatro, 25 maggio 1953.
- Le nozze di Giovanna Phile di Bruno Magnoni, regia di Franco Enriquez, Milano, Piccolo Teatro, 25 maggio 1953.
- La vedova scaltra di Carlo Goldoni, regia di Giorgio Strehler, Venezia, Teatro La Fenice, 7 ottobre 1953.
- L'allodola di Jean Anouilh, regia di Mario Ferrero, Milano, Teatro Manzoni, 19 novembre 1953.
- Tartufo di Molière, regia di Gianni Santuccio, Roma, Teatro Eliseo, 12 febbraio 1954.
- Arlecchino (ovvero le finestre) di Ferruccio Busoni, regia di Herbert Graf, Milano, Teatro alla Scala, 26 maggio 1954.
- Aspettando Godot di Samuel Beckett, regia di Luciano Mondolfo, Roma, Teatro di via Vittoria, 22 novembre 1954.
- Le mani di Euridice di Pedro Bloch, regia di Andrea Camilleri, Roma, Teatro dei Commedianti, 21 maggio 1955.
- Parlamento di Ruzante, regia di Carlo Lodovici, Bergamo, Teatro Donizetti, 5 gennaio 1956.
- La famiglia dell'antiquario di Carlo Goldoni, regia di Orazio Costa, Bergamo, Teatro Donizetti, 7 gennaio 1956.
- Il matrimonio di Ludro di Francesco Augusto Bon, regia di Gianfranco De Bosio, Bologna, Teatro Duse, 28 gennaio 1956.
- La cameriera brillante di Carlo Goldoni, regia di Carlo Lodovici, Trieste, Teatro Nuovo, 17 marzo 1956.
- Questa sera si recita a soggetto di Luigi Pirandello, regia di Giorgio Strehler, Festival di Edimburgo, 30 agosto 1956.
- Coriolano di William Shakespeare, regia di Giorgio Strehler, Milano, Piccolo Teatro, 9 novembre 1957.
- Goldoni e le sue sedici commedie nuove di Paolo Ferrari, regia di Giorgio Strehler, Milano, Piccolo Teatro, 23 dicembre 1957.
- L'anima buona di Sezuan di Bertolt Brecht, regia di Giorgio Strehler, Milano, Piccolo Teatro, 22 febbraio 1958.
- Pene d'amor perdute di William Shakespeare, regia di Franco Enriquez, Napoli, Teatro Mercadante, 4 dicembre 1959.
- Ma in provincia siamo seri di Carlo Terron, regia di Franco Enriquez, Napoli, Teatro Mercadante, 23 dicembre 1959.
- La fantesca di Giovanni Battista Della Porta, regia di Franco Enriquez, Napoli, Teatro Mercadante, 10 novembre 1960.
- Il rinoceronte di Eugène Ionesco, regia di Franco Enriquez, Napoli, Teatro Mercadante, 2 dicembre 1960.

## Prosa radiofonica Rai
- Le donne curiose di Carlo Goldoni, regia di Corrado Pavolini, trasmessa il 23 febbraio 1941.
- Il misantropo di Molière, regia di Giorgio Strehler, trasmessa il 12 gennaio 1951.
- L'alba dell'ultima sera, tragedia in tre atti di Riccardo Bacchelli, con Gianni Santuccio, Lilla Brignone, Marcello Moretti, Edoardo Toniolo, Vittorio Caprioli, Carlo D'Angelo, Alberto Bonucci, Ettore Conti, Flaminio Bollini, Antonio Battistella, Luciano Mondolfo, Mario Feliciani, regia di Alessandro Brissoni, trasmessa il 19 ottobre 1951, nel terzo programma
- Aminta di Torquato Tasso, regia di Corrado Pavolini, 5 marzo 1954.
- L'allodola, commedia in due atti di Jean Anouilh, con Memo Benassi, Gianni Santuccio, Lilla Brignone, Laura Rizzoli, Riccardo Tassani, Armando Alzelmo, Davide Montemurri, Glauco Mauri, Adriana Asti, Marcello Moretti, Franca Nuti, Matteo Spinola, regia di Mario Ferrero, trasmessa il 12 marzo 1954, nel secondo programma
- Arlecchino ovvero Le finestre di Ferruccio Busoni, 13 giugno 1954.
- Giulio Cesare di William Shakespeare, regia di Giorgio Strehler, 18 gennaio 1955.
- Se no i xe mati, no li volemo di Gino Rocca, regia di Guglielmo Morandi, 4 aprile 1955.
- La famiglia dell'antiquario di Carlo Goldoni, regia di Orazio Costa, 30 aprile 1956.
- Tartufo di Molière, regia di Gianni Santuccio, 3 agosto 1956.
- Sotto l'albero del sicomoro di Samuel Spewack, regia di Sandro Bolchi, 1º gennaio 1958.
- Knickerbocker Holiday, testo di Maxwell Anderson, musica di Kurt Weill, regia di Nino Meloni, 18 febbraio 1958.
- Goldoni e le sue sedici commedie nuove di Paolo Ferrari, regia radiofonica di Virginio Puecher, 13 marzo 1958.
- L'augellin belverde di Carlo Gozzi, regia di Vittorio Sermonti, 30 aprile 1958.
- Il misantropo di Menandro, regia di Corrado Pavolini, 16 giugno 1959.
- Amedeo e i signori in fila di Jules Romains, regia di Luciano Mondolfo, 28 agosto 1959.
- Il seppellimento di Henry Monnier, regia di Flaminio Bollini, 18 dicembre 1959.
- Bilora di Ruzante, regia di Gianfranco De Bosio, 4 dicembre 1960.
- Questa sera si recita a soggetto di Luigi Pirandello, regia di Guido Salvini, 7 novembre 1961.

## Prosa televisiva Rai

Vittoria Martello (Smeraldina) e Marcello Moretti (Arlecchino) in Arlecchino servitore di due padroni (1955)

- Gli interessi creati, commedia di Giacinto Bonavente, con Gianni Bonagura, Marcello Moretti, Luisa Baseggio, Italo Pirani, Antonio Pierfederici, Vinicio Sofia, Cesare Polacco, Elsa Vazzoler, Giuseppe Porelli, Giacomo Furia, regia di Guglielmo Morandi, trasmessa il 22 aprile 1955, nel programma nazionale
- Arlecchino servitore di due padroni di Carlo Goldoni, con Marcello Moretti, Edda Albertini, Ermanno Roveri, Giulia Lazzarini, Achille Millo, Vittoria Martello, regia di Giorgio Strehler, trasmessa il 23 settembre 1955, nel programma nazionale
- Il matrimonio di Ludro di Francesco Augusto Bon, regia di Gianfranco De Bosio, trasmessa il 2 maggio 1956.
- Il medico volante di Molière, regia di Mario Landi, trasmessa il 3 novembre 1956.
- Goldoni e le sue sedici commedie nuove di Paolo Ferrari, regia di Giorgio Strehler, trasmessa il 14 febbraio 1958.
- La bisbetica domata di William Shakespeare, regia di Daniele D'Anza, trasmessa il 3 ottobre 1958.
- Antigone di Sofocle, regia di Vittorio Cottafavi, trasmessa il 5 dicembre 1958.
- La vedova scaltra di Carlo Goldoni, regia di Sandro Bolchi, trasmessa il 1º maggio 1959.